# Schiavon
Schiavon is een gemeente in de Italiaanse provincie Vicenza (regio Veneto) en telt 2439 inwoners (31-12-2004). De oppervlakte bedraagt 12,0 km², de bevolkingsdichtheid is 203 inwoners per km².
De volgende frazioni maken deel uit van de gemeente: Longa.
Schiavon maakte ooit onderdeel uit van bestuur van het Heilige Roomse Rijk met Hongarije, Bohème, Kroatië, Oostenrijk, Steira, Tirol, Crain (nu Slovenië), Bourgondië en Dalmatië. In het Duitse wapenboek "Bayrische, Sächsische, Hessische, Schlesische, Österreichische Orginal Wappen | Historische Abbildungen" staat het wapen van Schiavon omschreven als gekroond met schild in geel of goud met een gekromde geklede rechter arm met schouder en pofmouw in keel (rood) uit de linkerhoek gezien vanuit de ridder met een kromzwaard in de hand wijzend naar de linkerhoek ook gezien vanuit de ridder. Een onbekend object dat lijkt op een koord met een kogel of bal dat vast zit aan de pols van de hand valt naar beneden. Opschrift boven de rangkroon, mogelijk helmteken, is "Schiavon". Ontbreekt motto, grond, ordeteken, schildhouders, helm, dekkleden, wrong

## Demografie
Schiavon telt ongeveer 824 huishoudens. Het aantal inwoners steeg in de periode 1991-2001 met 4,0% volgens cijfers uit de tienjaarlijkse volkstellingen van ISTAT.
| Jaar | Inwoneraantal |
| ---- | ------------- |
| 1991 | 2237          |
| 2001 | 2327          |

## Geografie
De gemeente ligt op ongeveer 74 m boven zeeniveau.
Schiavon grenst aan de volgende gemeenten: Breganze, Marostica, Mason Vicentino, Nove, Pozzoleone, Sandrigo.

## Geboren
- Pietro Parolin (1955), geestelijke en kardinaal. Sinds 15 oktober 2013 Staatssecretaris onder paus Franciscus als opvolger van Kardinaal Tarcisio Bertone